# Nicolás Maliaseno
Nicolás Comneno Ducas Ángelo Brienio Maliaseno (en griego: Νικόλαος Κομνηνός Ἄγγελος Δούκας Βρυέννιος Μαλιασηνός) fue un noble griego bizantino y magnate activo en la región de Volos en Tesalia la segunda mitad del siglo xiii.

## Biografía
Nicolás era el hijo del primer miembro registrado de la familia Maliaseno, Constantino, un magnate en Tesalia que se casó con María, la hija de Miguel I Comneno Ducas, gobernante de Epiro. Al igual que su padre, suele ser llamado con los apellidos «Comneno Maliaseno», pero ocasionalmente se le añaden los apellidos de Ducas y Brienio. También era llamado con frecuencia Ángelo, probablemente heredado a través de su madre.
De su padre, heredó grandes propiedades en Tesalia. Inicialmente bajo los gobernantes epirotas, Nicolás fue también confirmado en sus posesiones por el emperador bizantino Miguel VIII Paleólogo. Nicolás se casó con Ana Comnena Ducas Paleóloga Filantropena, una sobrina de Miguel VIII Paleólogo, alrededor de 1255. Tuvieron al menos un hijo llamado Juan. Este matrimonio, así como la eliminación del monasterio de Hilarión en Almyrós de la jurisdicción del monasterio de Makrinitsa, fundada por su padre, por el déspota de Epiro Miguel II Comneno Ducas, parece indicar un cambio en la lealtad de la familia al Imperio de Nicea. por lo tanto, fue el hermano de Miguel VIII, Juan Paleólogo, que restauró la dependencia del monasterio en Almyrós y reconfirmó su inmunidad tributaria en 1259, que fue reconfirmado en 1266 por Nicéforo I Comneno Ducas.
En algún momento de 1271 o 1272, Nicolás y su esposa fundaron el monasterio de Nueva Petra en Drianubaina en Tesalia. Originalmente un convento femenino, en algún momento entre 1274 y 1277 se convirtió en un monasterio masculino. Nicolás dio a este y al monasterio Makrinitsa varias otras propiedades como dependencias, e incluso logró recibir de Miguel VIII el monasterio de Latomos en Tesalónica como una dependencia de las dos fundaciones de su familia.  En algún momento entre 1274 y 1276, la pareja también se convirtió en monjes, asumiendo los nombres monásticos de Joasaf y Antousa respectivamente; Nicolás pudo haber tomado después un segundo nombre monástico, Neilos, como relata una inscripción del monasterio de Makrinitsa que se incorporó más tarde en la iglesia de la Virgen en Makrinitsa. Nicolás todavía estaba vivo en 1280, y posiblemente hasta finales de 1285 o 1286. Después de su muerte, fue enterrado en el monasterio de Makrinitsa. Luego de la destrucción de este último, su lápida, que contiene un poema, fue incorporado en la mampostería del monasterio de Atanasio en Makrinitsa.